# Chen Cheng
Chen Cheng (traditioneel Chinees: 陳誠; vereenvoudigd Chinees: 陈诚; pinyin: Chén Chéng) (4 januari 1897, Qingtian, China - 5 maart 1965, Taipei, Taiwan) was een Chinees politiek en militair leider, en een van de commandanten van de Kwomingtang gedurende de Tweede Chinees-Japanse Oorlog en de Chinese Burgeroorlog.
Na zijn vertrek naar Taiwan in 1949 diende hij als gouverneur, vicepresident en premier. Tevens vertegenwoordigde hij de Republiek China te Taiwan tijdens bezoeken aan de Verenigde Staten. Hij droeg eveneens bij aan het realiseren van landhervormingen en het verlagen van de belastingen, wat ervoor zorgde dat het communisme niet erg aantrekkelijk werd in Taiwan, waar boeren de mogelijkheid hadden om hun eigen stuk grond te bezitten. De goede reputatie van Chen duurt voort tot op de dag van vandaag in Taiwan. Zijn pseudoniem was Chen Tsyr-shiou (traditioneel Chinees: 陳辭修; vereenvoudigd Chinees: 陈辞修; pinyin: Chén Cíxiū).

## Militaire carrière
Chen slaagde op de militaire academie van Baoding (保定軍校) in 1922. Twee jaar later betrad hij de Militaire Academie van Whampoa. Hier kwam hij in contact met Chiang Kai-shek, die aangesteld was als instructeur aan de academie. Chen voegde zich later bij het Nationale Revolutionaire Leger om mee te doen aan de Noordelijke Expeditie.

### Diensttijd
Tijdens de Noordelijke Expeditie liet Chen zien dat hij over uitstekende leiderschapskwaliteiten beschikte. Binnen een jaar was hij gepromoveerd van de bataljons naar de divisies. Na de expeditie werd Chen actief in oorlogen tegen krijgsheren. Zijn successen in deze gevechten zorgden ervoor dat hij opnieuw promotie kreeg, ditmaal als commandant van het 18e Leger.

### Anti-Communistische campagnes
Chen werd in 1931 belast met de taak om het communistische Rode leger te bedwingen. Gedurende verschillende veldtochten raakte Chen zwaargewond. Tijdens de vijfde veldtocht tegen de communisten, slaagde Chen er in eindelijk ze te verslaan, met als gevolg dat het Volksbevrijdingsleger haar epische Lange Mars begon.
Na het Xi'an incident in december 1936, waar Chiang Kai-shek korte tijd werd gegijzeld door Zhang Xueliang, besloten de communisten en nationalisten samen te werken tegen het binnenvallende Japans Keizerlijk Leger. Chen Cheng was met Chiang meegegaan en werd ook korte tijd vast gehouden. Terug in Nanking stelde Chiang hem aan als zijn mogelijke opvolger. Generaal He Yingqin, de minister van Oorlog, zag zijn positie hierdoor verzwakken en dit vertroebelde zijn relatie met Chen Cheng. Chiang liet de vete voortduren en verzekerde hiermee de trouw van beide militairen die in zijn gunst wilden blijven om hem uiteindelijk op te volgen.

### Oorlogstijd
Chen vertrok in 1938 naar Hubei om leiding te even aan zijn troepen in de Slag om Wuhan. Wuhan was toentertijd het provisorisch ingerichte hoofdkwartier van het Chinese leger in de strijd tegen de Japanners. Uiteindelijk lukte het de Japanners om de Chinezen te verslaan en op 25 oktober 1938 Wuhan in te nemen.
Tijdens voornoemde jaren van oorlog tegen de Japanners commandeerde Chen troepen tijdens de Slag om Changsha, de Slag om Yichang en de Slag om West Hubei. In 1943 werd Chen aangewezen als commandant van de Chinese troepen, Y Force, voor een aanval op Birma vanuit het zuidwesten van China. Chen had een goede relatie met de Amerikaanse generaal Joseph Stilwell die namens de geallieerden het bevel voerde in deze regio. Later werd hij vervangen door Wei Li-huang vanwege ziekte.
Na de Tweede Chinees-Japanse Oorlog (1937-1945) werd Chen opperbevelhebber van de militaire staf. Hij volgde Chiangs orders op en begon met het binnenvallen van de door het Rode Leger "bevrijde" gebieden, wat het begin was van de Chinese Burgeroorlog.
In 1947 vertrok Chen naar Mantsjoerije om leiding te geven aan nationalistische troepen die daar tegen de communisten vochten. Hij maakte een cruciale fout door de lokale veiligheidsregimenten daar te ontbinden, waardoor zijn totale troepenmacht daalde van 1,3 miljoen naar minder dan 480.000 man. Hij ontsloeg tevens een paar van de meest capabele nationalistische commandanten, zoals Du Yuming, Sun Li-jen, Zheng Dongguo en Chen Mingren. Als gevolg hiervan werd het nationalistische leger een aantal keer verslagen door het Rode Leger en verving president Chiang Kai-shek hem door generaal Wei Lihuang en generaal Fan Hanjie. Chen Cheng nam na deze domper lange tijd vrijaf om zich in Taiwan te laten behandelen voor een chronische maagkwaal waar hij last van had.

## Politicus in Taiwan

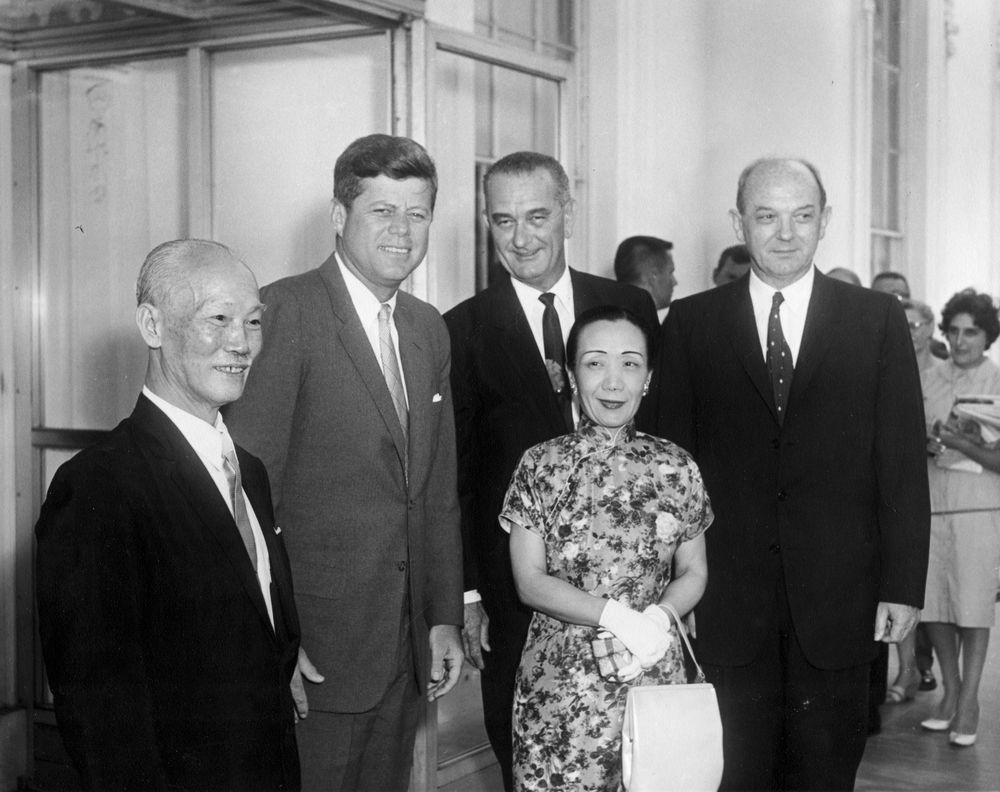
v.l.n.r.: vicepresident Chen Cheng, John F. Kennedy, Lyndon Johnson en Tan Xiang, de vrouw van Chen Cheng (juli 1961)

Chiang wees Chen aan als gouverneur van Taiwan in 1949, in ogenschouw nemend dat Taiwan weleens een van de bolwerken van de Kwomingtang kon worden in de nabije toekomst. Nadat de nationalistische troepen zich hadden terugtrokken van het vasteland van China naar Taiwan na verslagen te zijn door het Rode Leger, hield Chen belangrijke overheidsfuncties voor zichzelf, zoals vicepresident en premier van de Republiek China te Taiwan. Hij introduceerde verschillende land- en economische hervormingen.
Chen stierf in 1965 aan tumoren in zijn lever. Zijn gecremeerde overblijfselen werden in augustus 1995 naar Fo Guang Shan, in het county Gaosyóng overgebracht, na 30 jaar in een aan hem gewijd park en museum, te hebben gelegen.

## Persoonlijk leven
Chen trouwde met Tan Xiang, de dochter van Tan Yankai. Chen en Tans oudste zoon, Chen Li-an werd later politicus en deed mee aan presidentiële verkiezingen, zonder succes.